# Llebre de Yunnan
Lepus comus és una espècie de llebre de la família Leporidae que viu a la Xina.